# Adoretus puberulus
Adoretus puberulus är en skalbaggsart som beskrevs av Victor Ivanovitsch Motschulsky 1853. Adoretus puberulus ingår i släktet Adoretus och familjen Rutelidae. Inga underarter finns listade i Catalogue of Life.